# Freddie Young
Freddie Young (Londra, 9 ottobre 1902 – Londra, 1º dicembre 1998) è stato un direttore della fotografia britannico.

## Biografia
Vinse l'Oscar alla migliore fotografia per tre film diretti da David Lean: nel 1963 per Lawrence d'Arabia, nel 1966 per Il dottor Živago e nel 1971 per La figlia di Ryan. Vinse inoltre il Golden Globe per la migliore fotografia, sempre per Lawrence d'Arabia.

## Filmografia

### Cinema
- Blue Bottles, regia di Ivor Montagu - cortometraggio (1928)
- Non mi sfuggirai (Escape Me Never), regia di Paul Czinner (1935)
- Addio, Mr. Chips! (Goodbye, Mr. Chips), regia di Sam Wood (1939)
- La storia di Edith Cavell (Nurse Edith Cavell), regia di Herbert Wilcox (1939)
- Gli invasori (49th Parallel/The Invaders), regia di Michael Powell (1941)
- Il nemico di Napoleone (The Young Mr. Pitt), regia di Carol Reed (1942)
- Cesare e Cleopatra (Caesar and Cleopatra), regia di Gabriel Pascal (1945)
- Bedelia, regia di Lance Comfort (1946)
- Il fuggitivo (Escape), regia di Joseph L. Mankiewicz (1948)
- Tutto mi accusa (The Winslow Boy), regia di Anthony Asquith (1948)
- Edoardo mio figlio (Edward My Son), regia di George Cukor (1949)
- Alto tradimento (Conspirator), regia di Victor Saville (1949)
- L'isola del tesoro (Treasure Island), regia di Byron Haskin (1950)
- Ivanhoe, regia di Richard Thorpe (1952)
- Terrore sul treno (Time Bomb), regia di Ted Tetzlaff (1953)
- Mogambo, regia di John Ford (1953)
- I cavalieri della tavola rotonda (Knights of the Round Table), regia di Richard Thorpe (1953)
- Controspionaggio (Betrayed), regia di Gottfried Reinhardt (1954)
- Sangue misto (Bhowani Junction), regia di George Cukor (1956)
- Oltre Mombasa (Beyond Mombasa), regia di George Marshall (1956)
- Trittico d'amore (Invitation to Dance), regia di Gene Kelly (1956)
- Van Gogh: buio nella luce (Van Gogh: Darkness Into Light), regia di Fritz Goodwin (1956)
- Brama di vivere (Lust for Life), regia di Vincente Minnelli (1956)
- La capannina (The Little Hut), regia di Mark Robson (1957)
- L'isola nel sole (Island in the Sun), regia di Robert Rossen (1957)
- L'affare Dreyfus (I Accuse!), regia di José Ferrer (1958)
- 24 ore a Scotland Yard (Gideon's Day), regia di John Ford (1958)
- Indiscreto (Indiscreet), regia di Stanley Donen (1958)
- La locanda della sesta felicità (The Inn of the Sixth Happiness), regia di Mark Robson (1958)
- Salomone e la regina di Saba (Solomon and Sheba), regia di King Vidor (1959)
- Gorgo, regia di Eugène Lourié (1961)
- Lawrence d'Arabia (Lawrence of Arabia), regia di David Lean (1962)
- La settima alba (The 7th Dawn), regia di Lewis Gilbert (1964)
- Lord Jim, regia di Richard Brooks (1965)
- Il dottor Živago (Doctor Zhivago), regia di David Lean (1965)
- Chiamata per il morto (The Deadly Affair), regia di Sidney Lumet (1966)
- Agente 007 - Si vive solo due volte (You Only Live Twice), regia di Lewis Gilbert (1967)
- La forca può attendere (Sinful Davey), regia di John Huston (1969)
- I lunghi giorni delle aquile (Battle of Britain), regia di Guy Hamilton (1969)
- La figlia di Ryan (Ryan's Daughter), regia di David Lean (1970)
- Nicola e Alessandra (Nicholas and Alexandra), regia di Franklin J. Schaffner (1971)
- Il seme del tamarindo (The Tamarind Seed), regia di Blake Edwards (1974)
- C.I.A. Criminal International Agency sezione sterminio (Permission to Kill), regia di Cyril Frankel (1975)
- Il giardino della felicità (The Blue Bird), regia di George Cukor (1976)
- Stevie, regia di Robert Enders (1978)
- Linea di sangue (Bloodline), regia di Terence Young (1979)
- Taglio di diamanti (Rough Cut), regia di Don Siegel (1980)
- Sword of the Valiant - The Legend of Sir Gawain and the Green Knight, regia di Stephen Weeks (1984)

### Televisione
- L'uomo dalla maschera di ferro (The Man in the Iron Mask), regia di Mike Newell - film TV (1977)